# Огњени грм
Огњени грм (чеш. Hořící keř) чешка је троделна мини-серија из 2013. у продукцији канала Ејч-Би-Оу. Серију је режирала пољска редитељка Агњешка Холанд. Заплет је заснован на истинитом догађају о драматичном чину чешког студента Јана Палаха, који је сам себе запалио на прашком тргу, протестујући против совјетске окупације Чехословачке. Адвокатица Дагмар Бурешова наставила је његову борбу заступајуњи Палахову породицу на суђењу против комунистичког посланика, који је јавно оспоравао и исмејавао Јанов чин. Назив серије „Огњени грм је” библијска референца на наопалиму (несагориву) купину из које се, по јудаистичком и хришћанском веровању, Бог обратио Мојсију на планини Хорив на Синају.
Након приказивања на телевизији, троделна серија је монтирана у играни филм у трајању од 206 минута, који се приказивао у биоскопима. Филм је био званични представник Чешке за награду Оскар, али га је Америчка академија искључила из трке за номинацију, јер по правилима Академије филм не сме да буде премијерно приказан на телевизији. „Огњени грм” је био номинован у 14 категорија за награду Чешки лав, од којих је победио у 11, укључујући и категорију за најбољи филм.

### Прва епизода
У јануару 1969. Јан Палах, студент историје на Факултету уметности Карловог универзитета , јавно се запалио покушавајући да пошаље поруку нацији која је упала у летаргију након совјетске окупације Чехословачке у августу 1968. У опроштајном писму, поручује да је он само прва бакља, а да ће, ако се његови захтеви не испуне, други студенти из тајне организације кренути његовим стопама. Читава нација је узнемирена, а полиција покушава да пронађе друге припаднике. Четвртог дана Јан је преминуо од последица опекотина, а комунистичка власт покушава на различите начине да подрије племенитост Палаховог чина. Четири недеље касније медији објављују изјаву комунистичког посланика Вилема Новог, који саопштава да је Палах сарађивао са десничарским и страним обавештајним службама и да није желео да се запали, него да су му подметнули канту бензина уместо воде. Палахова мајка је бесна, због оваквих покушаја да се жртва њеног сина умањи. Она покушава да пронађе адвоката који би био вољан да је заступа у тужби, коју планира да поднесе против Новог. Палахова се обраћа адвокатици Дагмар Бурешовој. Међутим, она то одбија, јер се плаши последица. Дагмар је свесна свог кукавичлука и бори се са гризодушјем сопствене савести.

## Улоге
| Глумац            | Улога             |
| ----------------- | ----------------- |
| Тања Паухофова    | Дагмар Бурешова   |
| Јарослава Покорна | Либуше Палахова   |
| Петр Стах         | Јиржи Палах       |
| Игор Бареш        | Мајор Дочекал     |
| Војтјех Котек     | Ондржеј Травњичек |
| Јан Бударж        | Радим Буреш       |
| Адријан Јастрабан | Владимир Хароуз   |
| Иван Тројан       | Мајор Јиреш       |
| Патрик Дјергел    | Павел Јанда       |
| Дени Ратајски     | Поручник Бочек    |